# 布拉霍达特内 (奥利亨卡市镇)
布拉霍达特内（羅馬化：Blahodatne），是烏克蘭東部顿涅茨克州沃爾諾瓦哈區奥利亨卡市镇内的市級鎮。處於卡什拉哈奇河畔，距離沃爾諾瓦哈19公里，始建於1840年，海拔高度201米，2011年人口1,204。